# الکساندر ارمولینسکیج
الکساندر ارمولینسکیج (روسی: Александр Павлович Ермолинский؛ زادهٔ ۱۱ نوامبر ۱۹۵۹) بازیکن بسکتبال اهل ایسلند است.
وی در مسابقات کشوری و بین‌المللی در مجموع برندهٔ ۱ مدال برنز شده‌است.